# Taquaritinga
Taquaritinga là một đô thị ở bang São Paulo của Brasil. 

## Địa lý
Đô thị này nằm ở vĩ độ 21º24'21" độ vĩ nam và kinh độ 48º30'18" độ vĩ tây, trên khu vực có độ cao 565 m..
Đô thị này có diện tích 595,84 km².

### Sông ngòi
- Rio da Onça
- Sông dos Porcos

### Các xa lộ
- SP-310
- SP-319
- SP-323
- SP-333

## Nhân vật nổi tiếng
- Adival Bertoli
- Edmilson
- Washington Maguetas
- José Paulo Paes
- Benedito Abbud
- Augusto Nunes
- Dimas Ramalho
- Paulo Sabbatini
- Genézio de Barros